# I żyli długo i burzliwie
I żyli długo i burzliwie (tytuł oryginalny: Madly Ever After) – amerykańska seria komiksowa autorstwa Skottiego Younga, będąca pierwszym tomem Nienawidzę Baśniowa. Część 1 została wydana 14 października 2015 r., Część 2 została wydana 18 listopada 2015 r., Część 3 została wydana 16 grudnia 2015 r., Część 4 została wydana 20 stycznia 2016 r., a Część 5 została wydana 17 lutego 2016 r.
Następna Gertrude „Gert”, zgorzkniała, pijąca, sarkastyczna, mordercza młoda kobieta, która spędziła ostatnie dwadzieścia siedem lat na „jednodniowej wyprawie” przez Krainę Czarów on, będąc tam transportowana w poszukiwaniu klucza, który pozwoli jej wrócić do domu, uwięziona jako jej niestarzejąca się sześcioletnia jaźń z ładnymi zielonymi lokami i kokardą, w towarzystwie równie sarkastycznego towarzysza wyprawy, muchy domowej w cylindrze Larry'ego. Kiedy niecierpliwa królowa Cloudia postanawia przywołać drugie dziecko, Happy'ego, które ma zająć miejsce Gert, Gert musi dokończyć swoje zadanie przed Happy'm, inaczej zostanie uwięziona w Krainie Czarów na zawsze. Następnie następuje wątek fabularny Fujowe życie.
Otrzymując powszechnie pozytywne przyjęcie krytyków, adaptacja tomu w formie kolorowanki została wydana 1 czerwca 2016 r.

## Przesłanka

### Część pierwsza
Poznaj Gert — sześcioletnią dziewczynkę, która od trzydziestu lat tkwi w magicznym świecie Krainy Czarów, która przetnie i rozetnie absolutnie wszystko swoim zaufanym gigantycznym toporem bojowym w zachwycająco krwawej podróży, aby odnaleźć drogę powrotną na Ziemię.

### Część Dwa
Mając dość zniszczeń, jakie Gert przyniosła Krainie Czarów, królowa Claudia wysyła zabójcę, Bruuda Brutala, aby pozbył się wiecznego dziecka. Oboje wojownicy wyruszają na epicką bitwę, używając swoich potężnych toporów bojowych.

### Część trzecia
Łamiąc zasady Krainy Czarów w nadziei, że raz na zawsze pozbędziemy się Gert, królowa Cloudia przywołuje do Krainy Czarów kolejne ludzkie dziecko, nazwane Szczęśliwy.

### Część czwarta
Wreszcie stając twarzą w twarz z Królową Cloudią, Gert staje do walki z byłą dobrotliwą królową.

### Część piąta
Gert, która odkryła, że ma pewne „super mroczne moce zła”, musi zmierzyć się z niewinnym Happym i walczyć o klucz do ich świata.

## Rozwój
W październiku 2015 r. Young stwierdził, że koncepcja stojąca za tym tomem powstała, gdy pracował nad komiksem z 2009 r. Czarnoksiężnik z Krainy Oz limitowana seria w Marvel Comics, z myślą, że Dorotka ostatecznie „będzie bardzo zirytowana wszystkimi tymi postaciami”, z Gert jako dorosłym uwięzionym w ciele dziecka, zainspirowanym doświadczeniami Younga jako świeżo upieczonego ojca, ogólną opowieść opisaną jako "epopeja w stylu Pora na przygodę/Alicja w Krainie Czarów, która rozbija swoją uroczą buzię o brutalne szaleństwo w stylu Tank Girl/Deadpool", Young opisuje koncepcję wątku fabularnego następująco:
"Mój początkowy plan, kiedy wpadłem na ten pomysł lata temu, był taki, że to będzie po prostu 48-stronicowy mały jednorazowy, a kiedy myślałem o tym dłużej, pomyślałem: „Och, ten 48-stronicowy one-shot to prawdopodobnie tylko pierwsza krótka historia w sekwencji kilku krótkich opowieści o dziewczynce, która podróżuje po tym świecie”. Potem okazało się, że to bardziej winietka, która była zasadniczo tylko kilkoma krótkimi historiami, dość podobnymi do seriali telewizyjnych, w których w każdym odcinku, w którym się wskakuje, dowiadujesz się więcej o świecie, podróżujesz, a od czasu do czasu możesz mieć wątek fabularny. W miarę jak rozwijałem go coraz bardziej i przekształcałem tę 48-stronicową historię w pięcioczęściową historię, ale teraz, gdy wiem, że wsparcie jest tam, a sprzedawcy detaliczni i fani są za tym, a czytelnicy są za tym, trochę się odchylam do tego, czym to zawsze miało być, czyli naprawdę epizodycznej książki o dziewczynie uwięzionej w tym świecie. Dało mi to szansę na opowiedzenie historii o różnych krainach, które są w tym świecie i odejście trochę od opowieści typu „historia na szynach”, którą czasami robimy. W ten sposób, podobnie jak w sposób, w jaki zaprojektowałem świat, chcę opowiedzieć historie tak improwizowane i kapryśne, jak tylko potrafię. Jeśli nagle, w połowie numeru, podczas gdy pracuję nad numerem szóstym, siódmym lub ósmym, wpadnie mi do głowy pomysł, co dalej, mogę to zrobić w następnym numerze, podczas gdy w przypadku czegoś, co jest trochę bardziej na torach i zmierza w kierunku celu fabuły... To pozwala mi być naprawdę trochę bardziej zwinnym, mając na myśli ogólny pomysł, do którego dążę."
W czerwcu 2016 r. Young stwierdził, że „pierwotnie chciałem opowiedzieć historię, w której Gert był chłopcem. Chciałem zostawić go w Krainie Czarów i wrócić trzydzieści lat później, przedstawiając go jako dorosłego mężczyznę. Pomysł zrodził się z mojej miłości do Lobo i Tank Girl. Pierwotna propozycja w windzie brzmiała w zasadzie: „co by było, gdyby Lobo był w Krainie Czarów?” Jednak w miarę jak rozwijałam ten pomysł, książka zaczęła zbyt mocno odchodzić od humoru i zbyt mocno zmierzać w kierunku brutalności. Celem I Hate Fairyland nie było opowiedzenie hiper-brutalnej historii, ale eksploracja świata, który postać po prostu uważa za irytujący. Zmieniłam postać w kobietę, a potem w dziewczynę. Pomyślałam, że zabawnie będzie włożyć wielki topór w dłoń Alicji i sprawić, by jej występ poprowadził Deadpoola. Jest w tym dużo humoru!", biorąc pod uwagę Gert jako przełomową postać, początkowo zamierzając, aby historia po Madly Ever After ostatecznie wyszła poza nią, obejmując inne postacie jako częściowo powiązaną serię antologiczną, zanim zdecydowałam się zachować ją w centrum uwagi, podczas gdy Madly Ever After było „filmem”, kolejne wątki stanowiłyby „serial telewizyjny”.

## Odbiór
| Numer wydania | Data publikacji  | Ocena krytyków | Recenzje krytyków | Ref.   |
| ------------- | ---------------- | -------------- | ----------------- | ------ |
| 1             | październik 2015 | 8.6/10         | 21                | [ 14 ] |
| 2             | Listopad 2015    | 8.7/10         | 8                 | [ 15 ] |
| 3             | Grudzień 2015    | 9.2/10         | 6                 | [ 16 ] |
| 4             | Styczeń 2016     | 8.8/10         | 9                 | [ 17 ] |
| 5             | Luty 2016        | 8.8/10         | 11                | [ 18 ] |
| Ogółem        |                  | 8.8/10         | 55                | [ 19 ] |

Pierwszy numer ukazał się 14 października 2015 roku, sprzedano go w nakładzie szacowanym na 50 300 egzemplarzy i był 42. najlepiej sprzedającym się numerem miesiąca pod względem liczby egzemplarzy.

## Wydania zbiorowe
| Tytuł                                         | Zebrany materiał                  | Data publikacji  | ISBN                |
| --------------------------------------------- | --------------------------------- | ---------------- | ------------------- |
| Nienawidzę Baśniowa: I żyli długo i burzliwie | Nienawidzę Baśniowa (tom 1) #1–5  | 20 kwietnia 2016 | ISBN 978-1632156853 |
| Nienawidzę Baśniowa: Księga pierwsza          | Nienawidzę Baśniowa (tom 1) #1–10 | 12 grudnia 2017  | ISBN 978-1534303805 |